# Pingdu (köpinghuvudort i Kina, Zhejiang Sheng, lat 27,61, long 118,97)
Pingdu (kinesiska: 屏都, 屏都镇) är en köpinghuvudort i Kina. Den ligger i provinsen Zhejiang, i den östra delen av landet, omkring 320 kilometer söder om provinshuvudstaden Hangzhou. Antalet invånare är 8 972. Befolkningen består av 4 424 kvinnor och 4 548 män. Barn under 15 år utgör 20,0 %, vuxna 15-64 år 69 %, och äldre över 65 år 10,0 %.
Runt Pingdu är det ganska tätbefolkat, med 93 invånare per kvadratkilometer. Närmaste större samhälle är Hedong, 19,8 km sydväst om Pingdu. I omgivningarna runt Pingdu växer i huvudsak blandskog.
Genomsnittlig årsnederbörd är 2 342 millimeter. Den regnigaste månaden är juni, med i genomsnitt 422 mm nederbörd, och den torraste är oktober, med 61 mm nederbörd.